# Changement de nom de communes en France avant 1840
Pour des articles plus généraux, voir Changement de nom de communes en France et Changement de nom de communes en France au XIXe siècle.
Cet article présente une liste des changements de nom de communes en France avant 1840.

## Après la Révolution

### Années 1810

#### 1810
| Code INSEE | Ancienne dénomination | Département | Nouvelle dénomination       | Date                      |
| ---------- | --------------------- | ----------- | --------------------------- | ------------------------- |
| 21562      | Avalon-sur-Vingeanne  | Côte-d'Or   | Saint-Maurice-sur-Vingeanne | Décret du 2 novembre 1810 |

#### 1811
| Code INSEE | Ancienne dénomination | Département | Nouvelle dénomination  | Date                      |
| ---------- | --------------------- | ----------- | ---------------------- | ------------------------- |
| 21559      | Bain-sur-Ouche        | Côte-d'Or   | Sainte-Marie-sur-Ouche | Décret du 9 mai 1811      |
| 21568      | Mont-sur-Brenne       | Côte-d'Or   | Saint-Rémy             | Décret du 2 décembre 1811 |

#### 1813
| Code INSEE | Ancienne dénomination | Département                             | Nouvelle dénomination | Date                        |
| ---------- | --------------------- | --------------------------------------- | --------------------- | --------------------------- |
| 21538      | Montribois            | Côte-d'Or                               | Saint-Andeux          | Décret du 14 février 1813   |
| 21572      | Beau-Séjour           | Côte-d'Or                               | Saint-Seine-en-Bâche  | Décret du 23 novembre 1813, |
| 21587      | Saulx-en-Montagne     | Côte-d'Or                               | Saulx-le-Duc          | Décret du 23 novembre 1813, |
| 95428      | Émile                 | Seine-et-Oise (actuellement Val-d'Oise) | Montmorency           | Décret du 23 novembre 1813, |

#### 1815
| Code INSEE | Ancienne dénomination | Département                             | Nouvelle dénomination | Date                          |
| ---------- | --------------------- | --------------------------------------- | --------------------- | ----------------------------- |
| 95428      | Montmorency           | Seine-et-Oise (actuellement Val-d'Oise) | Enghien               | Ordonnance du 24 janvier 1815 |

#### 1816
| Code INSEE | Ancienne dénomination     | Département | Nouvelle dénomination | Date                        |
| ---------- | ------------------------- | ----------- | --------------------- | --------------------------- |
| 34337      | Villeneuve-lès-Maguelonne | Hérault     | Villeneuve-Angoulême  | Ordonnance du 18 avril 1816 |
| 33253      | Loupiac                   | Gironde     | Loupiac-de-Cadillac   | Ordonnance du 15 mai 1816   |
| 33254      | Loupiac                   | Gironde     | Loupiac-de-Blaignac   | Ordonnance du 15 mai 1816   |

### Années 1820

#### 1825
| Code INSEE | Ancienne dénomination | Département | Nouvelle dénomination | Date                      |
| ---------- | --------------------- | ----------- | --------------------- | ------------------------- |
| 38037      | Menu-Famille          | Isère       | Bonnefamille          | Ordonnance du 8 juin 1825 |

#### 1828
| Code INSEE | Ancienne dénomination | Département | Nouvelle dénomination | Date                          |
| ---------- | --------------------- | ----------- | --------------------- | ----------------------------- |
| 40283      | Pouy                  | Landes      | Saint-Vincent-de-Paul | Ordonnance du 3 décembre 1828 |

#### 1829
| Code INSEE | Ancienne dénomination | Département                      | Nouvelle dénomination | Date                           |
| ---------- | --------------------- | -------------------------------- | --------------------- | ------------------------------ |
| 2B292 P    | Piedicorte            | Corse (actuellement Haute-Corse) | Piedicorte-di-Bozio   | Ordonnance du 1er juillet 1829 |
| 2B218      | Piedicorte            | Corse (actuellement Haute-Corse) | Piedicorte-di-Gaggio  | Ordonnance du 1er juillet 1829 |

### Années 1830

#### 1831
| Code INSEE | Ancienne dénomination            | Département                       | Nouvelle dénomination     | Date                         |
| ---------- | -------------------------------- | --------------------------------- | ------------------------- | ---------------------------- |
| 34337      | Villeneuve-Angoulême             | Hérault                           | Villeneuve-lès-Maguelonne | Ordonnance du 7 janvier 1831 |
| 13015      | Albertas                         | Bouches-du-Rhône                  | Bouc                      | Ordonnance du 2 juin 1831    |
| 08001      | Acy-Romance                      | Ardennes                          | Acy                       | Ordonnance du 19 août 1831   |
| 94042      | La Branche-du-Pont-de-Saint-Maur | Seine (actuellement Val-de-Marne) | Joinville-le-Pont         | Ordonnance du 19 août 1831   |

#### 1832
| Code INSEE | Ancienne dénomination | Département                             | Nouvelle dénomination | Date                           |
| ---------- | --------------------- | --------------------------------------- | --------------------- | ------------------------------ |
| 95428      | Enghien               | Seine-et-Oise (actuellement Val-d'Oise) | Montmorency           | Ordonnance du 27 novembre 1832 |

#### 1836
| Code INSEE | Ancienne dénomination       | Département   | Nouvelle dénomination  | Date                           |
| ---------- | --------------------------- | ------------- | ---------------------- | ------------------------------ |
| 30162      | Massillargues               | Gard          | Massillargues-Attuech  | Ordonnance du 26 juin 1836     |
| 22321      | Bothoa                      | Côtes-du-Nord | Saint-Nicolas-du-Pélem | Ordonnance du 14 juillet 1836  |
| 79001      | La Chapelle-Séguin          | Deux-Sèvres   | L'Absie                | Ordonnance du 14 juillet 1836  |
| 30258      | Saint-Gilles-les-Boucheries | Gard          | Saint-Gilles           | Ordonnance du 14 décembre 1836 |

#### 1838
| Code INSEE | Ancienne dénomination  | Département  | Nouvelle dénomination | Date                       |
| ---------- | ---------------------- | ------------ | --------------------- | -------------------------- |
| 11315      | Mérinville             | Aude         | Rieux-Minervois       | Ordonnance du 31 mars 1838 |
| 28188      | Saint-Chéron-du-Chemin | Eure-et-Loir | Le Gué-de-Longroy     | Ordonnance du 31 mars 1838 |

#### 1839
| Code INSEE | Ancienne dénomination  | Département    | Nouvelle dénomination  | Date                         |
| ---------- | ---------------------- | -------------- | ---------------------- | ---------------------------- |
| 47075      | Fauguerolles           | Lot-et-Garonne | La Croix-Blanche       | Ordonnance du 3 janvier 1839 |
| 48094      | Inos                   | Lozère         | Le Massegros           | Ordonnance du 8 mars 1839    |
| 14310      | Grainville-la-Campagne | Calvados       | Grainville-Langannerie | Loi du 24 juillet 1839       |

## Non daté
| Code INSEE | Ancienne dénomination | Département                         | Nouvelle dénomination | Date |
| ---------- | --------------------- | ----------------------------------- | --------------------- | ---- |
| 92075      | Vanvres               | Seine (actuellement Hauts-de-Seine) | Vanves                |      |